# Fiat Doblò
Fiat Doblò er et leisure activity vehicle fra Fiat bygget siden sommeren 2000 af bilfabrikanten Tofaş i Bursa, Tyrkiet samt af Karsan. Bilen findes siden 2011 også som ladvogn. Varebilsudgaven Doblò Cargo blev i 2006 og 2011 valgt til Van of the Year.

## Doblò (type 223, 2000−2010)
I juli 2000 startede produktionen af Doblò, som blev præsenteret på Paris Motor Show i september måned samme år og kom til Danmark i marts 2001 i udstyrsvarianterne "SX" og "ELX". I sommeren 2001 fulgte varebilsudgaven "Cargo".
Den første modelgeneration af Doblò med typekoden 223 kunne det første år leveres med en 1,2-liters 8V-benzinmotor med 48 kW (65 hk) og en 1,9-liters sugedieselmotor med 46 kW (63 hk). Motorprogrammet blev i starten af 2002 udvidet med en 1,6-liters 16V-benzinmotor med 76 kW (103 hk) og en 1,9-liters JTD-turbodieselmotor med 74 kW (101 hk). Endnu en dieselmotor tilkom i midten af 2004 i form af den 1,3-liters Multijet-motor med 51 kW (70 hk), som debuterede i Punto året forinden og samtidig blev 1,9 JTD-motoren opgraderet til 77 kW (105 hk).
- Bagfra

### Facelift
I oktober 2005 gennemgik Doblò et facelift med ny frontgrill og fuldt beklædt fører- og passagerkabine, og for Cargo-modellens vedkommende som ekstraudstyr forlænget akselafstand. Udstyrsvarianterne hed nu "Active", "Dynamic" og "Family". Derudover fandtes specialmodellerne "Malibu" og "Trofeo", og fra foråret 2006 også "Panorama".
Begge benzinmotorerne blev i forbindelse med faceliftet afløst af en 1,4-litersmotor med 57 kW (77 hk). På dieselsiden havde 1,3 Multijet nu 62 kW (85 hk) i stedet for de hidtidige 51 kW (70 hk), mens 1,9 JTD blev suppleret af 1,9 Multijet 88 kW (120 hk).
- Fiat Doblò (2005–2010)
- Bagfra

### Elbilversion
Fiat Doblò All Electric fandtes med tre forskellige typer af batterier:
- en 18 kWh Altairnano Lithium-Titanat NanoSafe batteripakke (Go Green). Batteripakken kunne på mindre end 10 minutter genoplades fuldstændig. Dertil benyttedes højspændingshurtigladningssystemet på 125 kW.
- en 43 kWh blyakkumulator med batteripakke, som med en opladning muliggjorde en rækkevidde på 150 km. Opladning tog fem til otte timer.
- 60 x 200 Ah 3,6 v lithiummodule; levetid: 1000 opladecyklusser ved 80% DOD eller 2000 opladecyklusser ved 70% DOD

Bilen var forsynet med en 30 kW stærk elektromotor fra Ansaldo Electric Drives, som gav bilen en topfart på 120 km/t.
Den 2. oktober 2007 begyndte en 60 dage lang demonstration af Fiat Doblò All Electric. Bilens elektromotor blev forsynet med strøm fra en Altairnano Lithium-Titanat NanoSafe-batteripakke. Bilen tilbagelagde dagligt 300 km i bytrafik. Batteripakken blev på mindre end 10 minutter helt genopladt tre gange dagligt. På 60 dage tilbagelagde bilen en strækning på 7500 km, hvilket omregnet svarer til en årlig køreydelse på 45000 km.

### Tekniske data
|                                                | 1.2 8V              | 1.4 8V              | 1.6 16V             | 1.3 Multijet       | 1.3 Multijet       | 1.9 D              | 1.9 JTD             | 1.9 JTD             | 1.9 Multijet        |
| Byggeår                                        | 2000−2005           | 2005−2010           | 2002−2005           | 2004−2005          | 2005−2010          | 2000−2005          | 2002−2004           | 2004−2010           | 2005−2010           |
| Motordata                                      |                     |                     |                     |                    |                    |                    |                     |                     |                     |
| Motortype                                      | R4-benzinmotor      | R4-benzinmotor      | R4-benzinmotor      | R4-dieselmotor     | R4-dieselmotor     | R4-dieselmotor     | R4-dieselmotor      | R4-dieselmotor      | R4-dieselmotor      |
| Antal ventiler pr. cylinder                    | 2                   | 2                   | 4                   | 4                  | 4                  | 2                  | 2                   | 2                   | 2                   |
| Ventilstyring                                  | OHC, tandrem        | OHC, tandrem        | DOHC, tandrem       | DOHC, kæde         | DOHC, kæde         | OHC, tandrem       | OHC, tandrem        | OHC, tandrem        | OHC, tandrem        |
| Fødesystem                                     | Multipoint          | Multipoint          | Multipoint          | Commonrail         | Commonrail         | Forkammer          | Commonrail          | Commonrail          | Commonrail          |
| Trykladning                                    | –                   | –                   | –                   | Turbolader         | Turbolader         | –                  | Turbolader          | Turbolader          | Turbolader          |
| Køling                                         | Vandkøling          | Vandkøling          | Vandkøling          | Vandkøling         | Vandkøling         | Vandkøling         | Vandkøling          | Vandkøling          | Vandkøling          |
| Boring × slaglængde                            | 70,8 × 78,9 mm      | 72,0 × 84,0 mm      | 80,5 × 78,4 mm      | 69,6 × 82,0 mm     | 69,6 × 82,0 mm     | 82,0 × 90,4 mm     | 82,0 × 90,4 mm      | 82,0 × 90,4 mm      | 82,0 × 90,4 mm      |
| Slagvolume                                     | 1242 cm³            | 1368 cm³            | 1596 cm³            | 1248 cm³           | 1248 cm³           | 1910 cm³           | 1910 cm³            | 1910 cm³            | 1910 cm³            |
| Kompressionsforhold                            | 9,8:1               | 11,0:1              | 10,5:1              | 18,0:1             | 17,6:1             | 22,5:1             | 18,5:1              | 18,0:1              | 18,0:1              |
| Maks. effekt ved omdr./min.                    | 48 kW (65 hk) 5500  | 57 kW (77 hk) 6000  | 76 kW (103 hk) 5750 | 51 kW (70 hk) 4000 | 62 kW (85 hk) 4000 | 46 kW (63 hk) 4500 | 74 kW (101 hk) 4000 | 77 kW (105 hk) 4000 | 88 kW (120 hk) 4000 |
| Maks. drejningsmoment ved omdr./min.           | 102 Nm 3500         | 115 Nm 3000         | 145 Nm 4000         | 180 Nm 1750        | 200 Nm 1750        | 118 Nm 2500        | 200 Nm 1500         | 200 Nm 1750         | 200 Nm 1750         |
| Kraftoverførsel                                |                     |                     |                     |                    |                    |                    |                     |                     |                     |
| Drivende hjul                                  | Forhjul             | Forhjul             | Forhjul             | Forhjul            | Forhjul            | Forhjul            | Forhjul             | Forhjul             | Forhjul             |
| Gearkasse                                      | 5-trins manuel      | 5-trins manuel      | 5-trins manuel      | 5-trins manuel     | 5-trins manuel     | 5-trins manuel     | 5-trins manuel      | 5-trins manuel      | 5-trins manuel      |
| Præstationer                                   |                     |                     |                     |                    |                    |                    |                     |                     |                     |
| Topfart                                        | 142 km/t            | 148 km/t            | 168 km/t            | 150 km/t           | 156 km/t           | 141 km/t           | 168 km/t            | 164 km/t            | 177 km/t            |
| Acceleration 0-100 km/t                        | 18,9 sek.           | 17,0 sek.           | 12,6 sek.           | 15,0 sek.          | 16,4 sek.          | 20,9 sek.          | 12,4 sek.           | 13,3 sek.           | 11,4 sek.           |
| Brændstofforbrug pr. 100 km ved blandet kørsel | 7,7 liter Blyfri 95 | 7,4 liter Blyfri 95 | 8,6 liter Blyfri 95 |                    | 5,5 liter Diesel   | 7,7 liter Diesel   | 6,4 liter Diesel    | 5,8 liter Diesel    | 6,1 liter Diesel    |

### Doblò udenfor Europa

#### Sydamerika
Siden 2002 er Doblò I blevet bygget i Betim, Brasilien til det sydamerikanske marked. I starten fandtes bilen med to 16V-benzinmotorer på 1,3 liter og en 1,6-liters dieselmotor.
I foråret 2003 introducerede Fiat en offroadversion (4×2) med navnet Fiat Doblò Adventure med en firecylindret motor på 1800 cm³. Modellen havde større kofangere, større frihøjde og reservehjulet monteret udvendigt bag på bilen.
I 2009 blev hele Adventure-serien fra Fiat (Doblò, Idea, Strada og Weekend) udstyret med spærredifferentiale.
Først i efteråret 2009 (til modelåret 2010) fik de brasilianske Doblò og Doblò Adventure det facelift, som den europæiske version fik i efteråret 2005. Ud over 1,8-litersmotoren fandtes Doblò nu også med en 1,4-liters FIRE-flex motor. I 2011 blev den 8-ventilede 1,8-motor afløst af en 1,8-liters E-Torq-motor fra Fiat Powertrain Technologies.

#### Asien
I Nordkorea er Doblò I siden december 2002 blevet bygget under navnet Pyeonghwa Ppeokkugi.

## Doblò (type 263, 2010−)
Anden generation af Doblò blev introduceret i Europa i februar 2010.
Doblò II findes med tre forskellige Multijet-dieselmotorer af anden generation samt én benzinmotor med og uden turbolader, som findes også med bivalent naturgasdrift. Den svageste benzinmotor er udstyret med femtrins manuel gearkasse, mens alle øvrige motorer har seks gear. Ud over personbilsudgaverne med fem og syv siddepladser findes der også en version med højt tag. Doblò II bygget hos Tofaş i Tyrkiet på den i joint venture mellem GM (Opel) og Fiat udviklede Gamma-platform. På trods af at samarbejdet mellem Fiat og GM er ophørt, kan begge koncerner fortsat benytte platformen.
Fra omkring år 2012 eller 2013 importeres personbilsudgaven ikke længere til Danmark.
- Doblò med tophængslet bagklap
- Doblò med højt tag og fløjdøre
- Fiat Doblò Cargo Maxi (2010−2015)
- Bagfra
- Opel Combo Kombi (2011−2018)
- Bagfra
- Opel Combo kassevogn (2011−2018)
- Bagfra

### Facelift
I 2015 præsenterede Fiat den faceliftede Doblò. Ud over nogle udstyrs- og forbrugsmæssige forbedringer blev hovedsageligt støjdæmpningen forbedret og en tredje sæderække introduceret som muligt ekstraudstyr. En ny variant var Fiat Doblò Trekking, som er i offroadoptik.
I forbindelse med faceliftet blev de to 1,6-liters dieselmotorer opgraderet til 70 kW (95 hk) hhv. 88 kW (120 hk), mens 2,0-liters dieselmotoren udgik.
- Fiat Doblò (2015−)
- Fiat Doblò Trekking

### DoblòCargo Work Up
Siden september 2011 har Fiat solgt Doblò Cargo Work Up. Modellen er i Europa den første ladvogn i sit segment bygget fra fabrikken.
Den 4,95 m lange Work Up har et 2,30 m langt og 1,80 m bredt lad med en lasteevne på knap 1000 kg og plads til tre europaller. Alle tre sidefjæle af aluminium kan klappes ned og er udstyret med trinbræt. Under ladet befinder sig et aflåseligt rum. Work Up er baseret på platformen fra Doblò Cargo Maxi og findes kun med dieselmotor.

### Tekniske data
|                                                | 1.4                 | 1.4 Turbojet        | 1.6 Multijet                                           | 1.6 Multijet       | 1.6 Multijet                 | 1.6 Multijet        | 2.0 Multijet                 |
| Byggeår                                        | 2010−               | 2010−               | 2010−2015                                              | 2015−              | 2010−2015                    | 2015−               | 2010−2015                    |
| Motordata                                      |                     |                     |                                                        |                    |                              |                     |                              |
| Motortype                                      | R4-benzinmotor      | R4-benzinmotor      | R4-dieselmotor                                         | R4-dieselmotor     | R4-dieselmotor               | R4-dieselmotor      | R4-dieselmotor               |
| Antal ventiler pr. cylinder                    | 4                   | 4                   | 4                                                      | 4                  | 4                            | 4                   | 4                            |
| Ventilstyring                                  | DOHC, tandrem       | DOHC, tandrem       | DOHC, tandrem                                          | DOHC, tandrem      | DOHC, tandrem                | DOHC, tandrem       | DOHC, tandrem                |
| Fødesystem                                     | Multipoint          | Multipoint          | Commonrail                                             | Commonrail         | Commonrail                   | Commonrail          | Commonrail                   |
| Trykladning                                    | –                   | Turbolader          | Turbolader                                             | Turbolader         | Turbolader                   | Turbolader          | Turbolader                   |
| Køling                                         | Vandkøling          | Vandkøling          | Vandkøling                                             | Vandkøling         | Vandkøling                   | Vandkøling          | Vandkøling                   |
| Boring × slaglængde                            | 72,0 × 84,0 mm      | 72,0 × 84,0 mm      | 79,5 × 80,5 mm                                         | 79,5 × 80,5 mm     | 79,5 × 80,5 mm               | 79,5 × 80,5 mm      | 83,0 × 90,4 mm               |
| Slagvolume                                     | 1368 cm³            | 1368 cm³            | 1598 cm³                                               | 1598 cm³           | 1598 cm³                     | 1598 cm³            | 1956 cm³                     |
| Kompressionsforhold                            | 11,0:1              | 9,8:1               | 16,5:1                                                 | 16,5:1             | 16,5:1                       | 16,5:1              | 16,5:1                       |
| Maks. effekt ved omdr./min.                    | 70 kW (95 hk) 6000  | 88 kW (120 hk) 5000 | 66 kW (90 hk) 4000                                     | 70 kW (95 hk) 4000 | 77 kW (105 hk) 4000          | 88 kW (120 hk) 3950 | 99 kW (135 hk) 3500          |
| Maks. drejningsmoment ved omdr./min.           | 127 Nm 4500         | 206 Nm 2000         | 290 Nm 1500                                            | 300 Nm 1750        | 290 Nm 1500                  | 320 Nm 1750         | 320 Nm 1500                  |
| Kraftoverførsel                                |                     |                     |                                                        |                    |                              |                     |                              |
| Drivende hjul                                  | Forhjul             | Forhjul             | Forhjul                                                | Forhjul            | Forhjul                      | Forhjul             | Forhjul                      |
| Gearkasse (standardudstyr)                     | 5-trins manuel      | 6-trins manuel      | 6-trins manuel                                         | 6-trins manuel     | 6-trins manuel               | 6-trins manuel      | 6-trins manuel               |
| Gearkasse (ekstraudstyr)                       | –                   | –                   | 5-trins automatiseret manuel                           | –                  | –                            | –                   | –                            |
| Præstationer1                                  |                     |                     |                                                        |                    |                              |                     |                              |
| Topfart                                        | 161 km/t            | 172 km/t            | 158 km/t                                               | 167 km/t           | 164 km/t                     | 172 km/t            | 179 km/t                     |
| Acceleration 0-100 km/t                        | 15,4 sek.           | 12,4 sek.           | 14,9 sek.                                              | 14,0 sek.          | 13,4 sek.                    | 11,3 sek.           | 11,3 sek.                    |
| Brændstofforbrug pr. 100 km ved blandet kørsel | 7,4 liter Blyfri 95 | 7,2 liter Blyfri 95 | 5,5 liter (5,2 liter) [5,4 liter] [(5,0 liter)] Diesel | 4,7 liter Diesel   | 5,5 liter (5,2 liter) Diesel | 4,7 liter Diesel    | 5,9 liter (5,7 liter) Diesel |

### Søstermodeller

#### Opel Combo D
Siden slutningen af 2011 bygges Opel Combo af Tofaş på denne platform. Modellen er bortset fra forlygterne og kølergrillen identisk med Doblò II.

#### Ram ProMaster City
Siden efteråret 2014 sælges Fiat Doblò i Nordamerika under varemærket Ram Trucks som Ram ProMaster City. Den større Fiat Ducato er i Nordamerika allerede siden 2013 blevet solgt under navnet Ram ProMaster.